# Shalaika
O Shalaika (em russo: Шалайка), também conhecido como cão sulimov, é uma raça canina da Rússia surgida a partir do cruzamento inicial entre dois pastores-lapônicos e dois chacais-dourados turcomanos. A raça foi desenvolvida por Klim Sulimov para a companhia aérea Aeroflot. A raça tem sido usada principalmente para segurança de aeroportos como cães farejadores.

## Desenvolvimento da raça
Seu programa de criação data de 1975, mas os cães não foram usados para detectar bombas até 2002. No início do processo de procriação, os filhotes machos de chacais tiveram que ser criados com uma cadela pastor-laponiana para que se tornassem mais dóceis. Chacais fêmeas aceitavam cães machos com mais facilidade. Os híbridos eram difíceis de treinar e para melhorar a capacidade de treinamento foram cruzados com outras raças caninas como huskies-siberianos. Surgiram desses cruzamentos híbridos pequenos, ágeis, treináveis e tinham olfato excelente. Os híbridos foram cruzados entre si por sete gerações para estabelecer a raça. O resultado foi um cão facilmente treinável e com um com um olfato mais aguçado.

Conforme descrito por Sulimov:
Meus cães combinam as qualidades dos cães pastores com renas do Ártico, que podem trabalhar em temperaturas tão baixas quanto − 70 ° C, e chacais que gostam do calor de até + 40 ° C. Eles são perfeitos para o nosso país."
25 shalaikas são usados pela Aeroflot no aeroporto Sheremetyevo em Moscou, para funções que incluem farejar bombas. Atualmente existem apenas cerca de 40 shalaikas, e todos são propriedade da Aeroflot. Eles são treinados desde a infância para reconhecer 12 componentes de explosivos. Ao contrário dos cães farejadores mais comuns, eles tomam a iniciativa de pesquisar.